# آزادراه ۲۴ (ایران)
آزادراه ۲۴ یک پروژه آزادراهی نیمه ساخته در شمال غرب ایران است. این آزادراه از استان آذربایجان شرقی شروع می‌شود و در آذربایجان غربی به پایان می‌رسد و شهرهای هشترود، مراغه، بناب، ملکان، عجب‌شیر، میاندوآب، سقز، بانه و نقده را به شبکه آزادراهی متصل می نماید. هدف از احداث این آزادراه، ایجاد شبکه آزادراهی از کردستان عراق از طریق مرز تمرچین بسمت تهران است. این پروژه از چند قطعه تشکیل خواهد شد که مهمترین قطعه آن، آزادراه هشترود-مراغه است.

## آزادراه مراغه-هشترود
اولین قطعه احداث شده در این آزادراه، مسیر مراغه-هشترود به طول ۱۱۰ کیلومتر است که خود شامل ۵ قطعه است. استارت احداث آن از سال ۱۳۹۵ کلید خورد و ۲۱ اسفند ۱۴۰۳ با حضور وزیر راه و شهرسازی دولت چهاردهم قطعات ۲ و ۳ آن به بهره برداری رسید. این آزادراه از شهر هشترود آغاز و با عبور و ایجاد تقاطع با آزادراه زنجان-تبریز و اینجاد چند تقاطع با جاده قدیم مراغه-هشترود سرانجام به جاده ۲۱ می پیوندد. قرار است قطعه ۴ این آزادراه، اسفند ۱۴۰۴ افتتاح شود.

## مسیر
| گذرگاه مرزی تمرچین |                                          |
| در دست احداث       |                                          |
|                    | گلی کند · جاده ۲۴ · بطرف مراغه-هشترود    |
|                    | نظر کهریزی · جاده ۲۴ · بطرف مراغه-هشترود |
| در دست احداث       |                                          |
| از شرق به غرب      |                                          |

## منبع
1. ↑  افتتاح ۲۹ کیلومتر از آزادراه مراغه - هشترود با حضور وزیر راه، ایسنا، ۲۱ اسفند ۱۴۰۳